# Luigi De Canio
Luigi De Canio, né le 26 septembre 1957 à Matera (Basilicate), est un footballeur italien, reconverti comme entraîneur.

## Palmarès
- Champion de Serie B en 2010 avec l'US Lecce.
- Vainqueur de la Coupe Intertoto en 2000 avec l'Udinese.